# Hesperoptenus tomesi
Hesperoptenus tomesi é uma espécie de morcego da família Vespertilionidae. É endêmica da Malásia (peninsular e insular - Bornéu).